# Quis (Mesopotâmia)
Quis ou Quixe (em sumério: Kiš; romaniz.: Kiŝki; em cuneiforme: 𒆧𒆠 em acádio: kiššatu) é uma antiga cidade da Suméria, atual Tel Aluaimir (Tell al-Uhaymir), na província de Babil, no Iraque. Localizava-se cerca de 12 quilômetros a leste de Babilônia, e 100 quilômetros ao sul de Bagdá.

## História
Quis foi ocupada desde o período de al-Ubaide (c. 6500–3800 a.C.), ganhando destaque como uma das potências preeminentes na região durante o início do período dinástico.

### Primeira dinastia de Quis
A Lista de reis da Suméria afirma que Quis foi a primeira cidade a ter reis após o dilúvio, começando com Jusur. O sucessor de Jusur é chamado Culassinabel, mas esta é na verdade uma frase em acadiano que significa "Todos eles eram senhores". Assim, alguns estudiosos sugeriram que isso pode ter a intenção de significar a ausência de uma autoridade central em Quis por um tempo. Os nomes dos próximos nove reis de Quis precedendo Etana são Nanjicliquema, Entarana, Babum, Puanum, Calibum, Calumum, Zucaquipe, Aba, Maquida e Arvium. Esses nomes são todos palavras acádias para animais, por exemplo, Zucaquipe "escorpião". A natureza da língua semítica desses e de outros nomes antigos associados a Quis revela que sua população tinha um forte componente semita (língua acádia) desde o início da história registrada. Ignace Gelb identificou Quis como o centro da mais antiga cultura semítica oriental, que se chama de civilização de Quis. Após os doze reis, uma grande inundação devastou a Mesopotâmia. De acordo com os sumérios, após o dilúvio, Istar deu a realeza a Etana. Antigas fontes sumérias descrevem Etana como 'o pastor que ascendeu ao céu e tornou firme todas as terras'. Isso implica que o histórico Etana estabilizou o reino ao trazer paz e ordem à área após o dilúvio. Etana às vezes também é creditado com a fundação de Quis.[carece de fontes?]
O vigésimo primeiro rei de Quis na lista, Enmebaragesi, que teria capturado as armas de Elão, é o primeiro nome confirmado por achados arqueológicos de seu reinado. Ele também é conhecido por outras referências literárias, nas quais ele e seu filho Aga são retratados como rivais contemporâneos de Dumuzide, o Pescador e de Gilgamés, os primeiros governantes de Uruque.[carece de fontes?]
Alguns dos primeiros reis de Quis são conhecidos pela arqueologia, mas não são mencionados na lista de reis. Isso inclui Utugue ou Ucube, que supostamente derrotou Hamazi nos primeiros dias, e Mesilim, que construiu templos em Adabe e Lagas, onde parece ter exercido algum controle.[carece de fontes?]

### Terceira dinastia de Quis(ca.2500–2330a.C.)

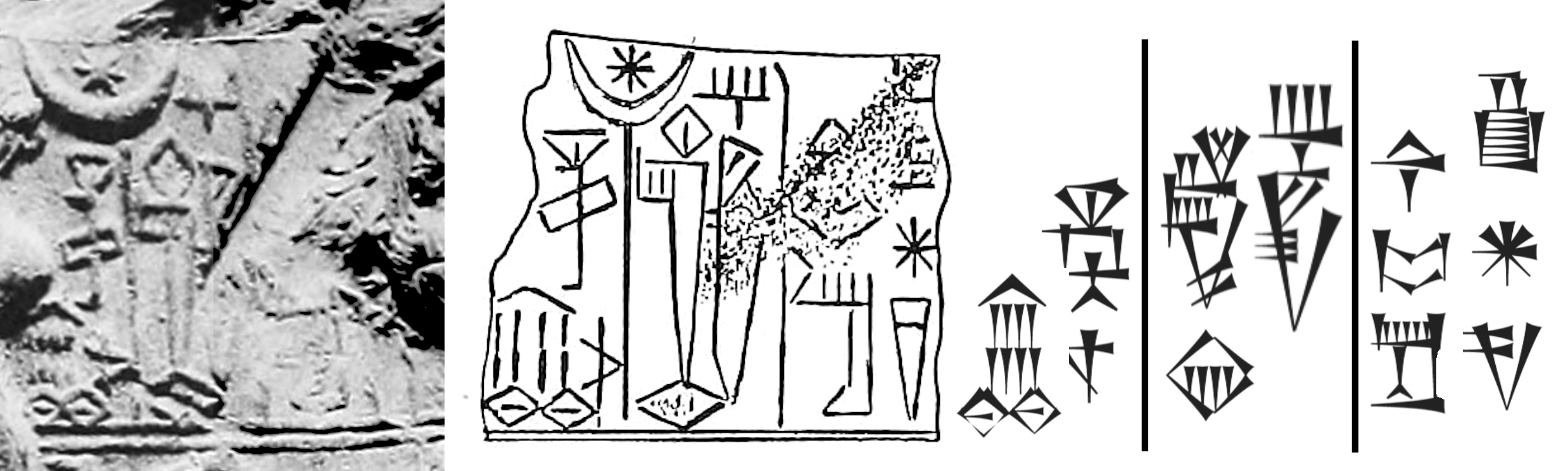
Mesannepada, Lugal Kish-ki (𒈩𒀭𒉌𒅆𒊒𒁕 𒈗 𒆧𒆠), " Mesanepada, Rei de Quis", em uma impressão de selo encontrada no Cemitério Real de Ur. Acredita-se que a última coluna de caracteres signifique "sua esposa ..." (𒁮𒉡𒍼, dam-nu-gig).

A terceira dinastia de Quis é única na medida em que começa com uma mulher, anteriormente uma taberneira, Cubau, como "rei". Mais tarde, ela foi deificada como a deusa Queba.
Posteriormente, embora seu poder militar e econômico tenha diminuído, Quis manteve um forte significado político e simbólico. Assim como com Nipur ao sul, o controle de Quis foi um elemento primordial para legitimar o domínio sobre o norte da Mesopotâmia (Assíria e Subartu). Por causa do valor simbólico da cidade, governantes fortes reivindicaram posteriormente o título tradicional de "Rei de Quis", mesmo que fossem de Acádia, Ur, Assíria, Isim, Larsa ou Babilônia. Um dos primeiros a adotar este título ao submeter Quis a seu império foi o rei Mesanepada de Ur, bem como Mesilim. Alguns governadores de Quis por outros poderes em tempos posteriores também são conhecidos, incluindo Asduniarim e Iavium.
Sargão, o fundador do Império Acádio, veio da área próxima a Quis, chamada Azupiranu. Ele mais tarde se declararia rei de Quis, como uma tentativa de indicar sua conexão com a área religiosamente importante. Na época acadiana, a divindade padroeira da cidade era Zababa (ou Zamama), junto com sua esposa, a deusa Inana.[carece de fontes?]

### Quis posterior

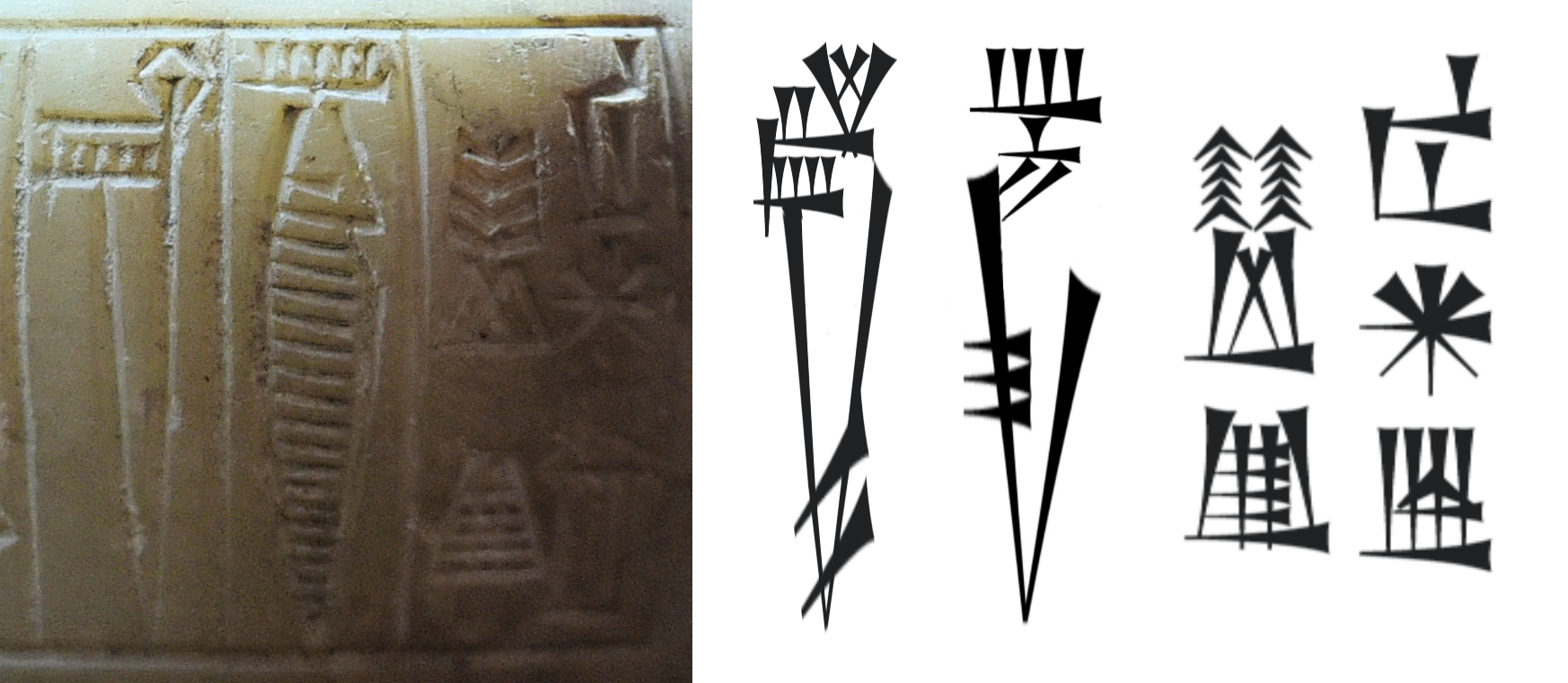
Inscrição num vaso de Manistusu, governante do Império Acádio: Manishtushu Lugal Kish, "Manistusu Rei de Quis"

Após a queda do Império Acádio, Quis se tornou a capital de um pequeno reino independente. Um rei, chamado Asduniarim, governou na mesma época que Lipite-Istar de Isim. No início da primeira dinastia da Babilônia, durante os reinados de Samuabum e Samulael, Quis parece ter caído sob o domínio de outra cidade-estado, possivelmente Cuta. Iavium, rei de Quis nessa época, governava como um vassalo de reis chamados Halium e Manana. Samulael conquistou Quis e, mais tarde, subjugou Halium e Manana, trazendo seus territórios para o Império Babilônico em expansão. Os reis do Império Paleobabilônico Hamurabi e Samsiluna empreendeu a construção em Quis, com o primeiro restaurando o zigurate da cidade e o último construindo um muro ao redor de Quis. Nessa época, o assentamento oriental em Hursagkalama era visto como uma cidade distinta e provavelmente não estava incluído na área murada.
Após o período do Império Paleobabilônico, entretanto, Quis parece ter diminuído em importância; só é mencionado em alguns documentos do segundo milênio a.C.. Durante os períodos Neoassírio e Neobabilônico, Quis é mencionado com mais frequência nos textos. No entanto, a essa altura, Quis propriamente dita (Tel Aluaimir) havia sido quase completamente abandonada, e o assentamento que os textos desse período chamam de "Quis" era provavelmente Hursaguecalama (Tel Ingarra).
 

Após o período aquemênida, Quis desaparece completamente do registro histórico; no entanto, evidências arqueológicas indicam que a cidade permaneceu existindo por muito tempo depois disso. Embora o local em Tel Aluaimir tenha sido quase totalmente abandonado, Tel Ingarra foi revivido durante o período parta, crescendo em uma cidade considerável com uma grande fortaleza de tijolos de barro. Durante o período sassânida, o local da cidade velha foi completamente abandonado em favor de uma série de assentamentos conectados espalhados ao longo de ambos os lados do canal Satenil. Esta última encarnação de Quis prosperou sob o domínio sassânida e depois islâmico, antes de ser finalmente abandonada durante os últimos anos do califado abássida.